# 뉴 하이마크 스타디움
뉴 하이마크 스타디움(New Highmark Stadium)는 미국 뉴욕주 버펄로에 위치한 미래 미식축구 경기장이다. 2026년부터 NFL 버펄로 빌스의 홈 경기장으로 사용할 예정이다.